# Tachikawa Ki-55
Chiếc Tachikawa Ki-55 là một kiểu máy bay huấn luyện quân sự nâng cao của Lục quân Đế quốc Nhật Bản. Tính năng bay xuất sắc của chiếc Tachikawa Ki-36 khiến cho nó có tiềm năng trở nên một máy bay huấn luyện lý tưởng. Điều này đã dẫn đến việc phát triển một phiên bản chiếc Ki-36 chỉ giữ lại một súng máy bắn hướng ra phía trước. Sau khi chiếc nguyên mẫu được thử nghiệm thành công vào tháng 9 năm 1939, kiểu máy bay này được đưa vào sản xuất với tên gọi chính thức là Máy bay Huấn luyện Nâng cao Lục quân Kiểu 99. Có tổng cộng 1.389 chiếc được chế tạo (1.078 chiếc bởi Tachikawa và 311 chiếc bởi Kawasaki) cho đến khi việc sản xuất kết thúc vào tháng 12 năm 1943.
Trong số các đơn vị được trang bị kiểu máy bay này có cả các đơn vị trú đóng tại Đông Dương, tức Việt Nam ngày nay.
Cả hai kiểu Ki-55 và Ki-36 đều được phe Đồng Minh đặt tên mã chung là Ida. Chiếc Ki-55 duy nhất còn lại cho đến nay nguyên thuộc Không quân Hoàng gia Thái Lan và được trưng bày tại Bảo tàng Không quân Hoàng gia Thái Lan tại Sân bay Quốc tế Don Muang.

## Các phiên bản
- Ki-55: Phiên bản huấn luyện quân sự nâng cao hai chỗ ngồi.
- Ki-72: Phiên bản cải tiến. Không được chế tạo.

## Các nước sử dụng
Nhật Bản
- Lục quân Đế quốc Nhật Bản

 Trung Quốc
- Không quân Giải phóng quân Trung Quốc sử dụng hơn 30 chiếc máy bay chiếm được của Nhật Bản vào cuối năm 1945. Những chiếc Ki-55 này được sử dụng cho đến khi 14 chiếc cuối cùng được cho nghỉ hưu vào năm 1953.

 Đài Loan
- Không quân Trung Hoa Dân quốc sử dụng những máy bay chiếm được của Nhật Bản.

 Manchukuo
- Không quân Mãn Châu Quốc

 Thái Lan
- Không quân Hoàng gia Thái Lan

## Đặc điểm kỹ thuật (Ki-55)
Tham khảo: Virtual Aviation Museum

### Đặc tính chung
- Đội bay: 02 người
- Chiều dài: 8,00 m (25 ft 3 in)
- Sải cánh: 11,80 m (38 ft 9 in)
- Chiều cao: 3,64 m (11 ft 11 in)
- Diện tích bề mặt cánh: 20 m² (215,29 ft²)
- Trọng lượng không tải: 1.292 kg (2.847 lb)
- Trọng lượng cất cánh tối đa: 1.721 kg (3.793 lb)
- Động cơ: 1 x động cơ Hitachi Ha-13a 9 xy lanh bố trí hình tròn làm mát bằng không khí, cánh quạt có 2 cánh, công suất 510 mã lực (380 kW)

### Đặc tính bay
- Tốc độ lớn nhất: 348 km/h (216 mph)
- Tốc độ bay đường trường: 235 km/h (146 mph)
- Tầm bay tối đa: 1.060 km (659 mi)
- Trần bay: 8.150 m (26.740 ft)

### Vũ khí
- 1 x súng máy cố định 7,7 mm (0,303 in) bắn hướng ra phía trước

## Nội dung liên quan

### Máy bay liên quan
Tachikawa Ki-36

### Trình tự thiết kế
Ki-51 - Ki-52 - Ki-53 - Ki-54 - Ki-55 - Ki-56 - Ki-57 - Ki-58 - Ki-59

### Danh sách liên quan
- Danh sách máy bay trong Chiến tranh Thế giới II
- Danh sách máy bay chiến đấu
- Danh sách máy bay quân sự Nhật Bản